# Anderson Ricardo dos Santos
Anderson Ricardo dos Santos, meglio noto come Anderson (Marília, 22 marzo 1983), è un ex calciatore brasiliano, di ruolo attaccante.

## Carriera
Ha giocato nella massima serie dei campionati turco, sudcoreano ed iraniano.